# Artemide Zatti
Artemide Zatti, né à Boretto en Italie le 12 octobre 1880 et mort à Viedma en Argentine le 15 mars 1951, est un salésien infirmier et pharmacien réputé secourable et dévoué envers les malades et les pauvres. Il est à l'origine de la construction d'un hôpital à Viedma. Il est vénéré comme saint par l’Église catholique et fêté le 15 mars.

## Biographie
Artemide Zatti nait à Boretto dans la région d’Émilie-Romagne, le 12 octobre 1880, de Luigi Zatti et Albina Vecchi, une famille d'agriculteurs. Dès son plus jeune âge, il doit s’habituer au travail et au sacrifice. À l'âge de neuf ans, il gagne déjà sa vie comme ouvrier agricole à l’exploitation d’un riche voisin. En 1897, la famille Zatti, contrainte par la pauvreté, décide d’émigrer en Argentine où vit déjà un oncle et s'installe à Bahía Blanca. C'est là qu'Artemide commence à fréquenter la paroisse dirigée par les salésiens et devient un collaborateur du curé, le père Carlo Cavalli, avec qui il partage souvent le travail et la prière. 
Artemide commence d'abord par travailler dans un hôtel, puis comme carreleur dans une usine de tuiles. Assez vite, il ressent le désir de devenir salésien, aussi il est accepté comme aspirant par Mgr Cagliero et, à l'âge de vingt ans, il entre au séminaire Casa di Bernal de Buenos Aires. Il commence par étudier dur pour rattraper les années consacrées au travail. Puis il est convié d'assister un jeune prêtre atteint de tuberculose, qui meurt en 1902. 
Le jour où Artemide doit recevoir l'habit clérical, il contracte lui aussi la maladie. De retour chez lui, le père Cavalli l’oriente vers l'hôpital missionnaire de Viedma dirigé par le père Evarisio Garrone, riche de sa place de prêtre et d’une expérience acquise dans l'armée. Par son intermédiaire, Artemide demande l’intercession de Marie Auxiliatrice en faisant la promesse de consacrer toute sa vie au soin des malades en cas de guérison. De fait, il se rétablit et s’engage à respecter sa parole. Il commence d’abord à s'occuper de la pharmacie rattachée à l'hôpital, où il  apprend la logique du père Garrone : « ne faire payer que ceux qui peuvent ». Quand celui-ci meurt, Artemide prend en charge la responsabilité de la pharmacie. 
Il fait sa première profession de confrère laïc ou coadjuteur le 11 janvier 1908,  et prononce ses vœux perpétuels le 8 février 1911. Il se voue totalement  à ses malades. Du coup, les gens le recherchent et l'estiment. Pour le personnel qualifié de l'hôpital, il est non seulement un excellent gestionnaire, mais surtout un grand chrétien qui ne ménage pas ses efforts et sa disponibilité. Le soir, il continue d’étudier la médecine, tout en s’adonnant à la lecture spirituelle et en restant disponible en cas d’appel. Ainsi, il réussit à obtenir son diplôme d'infirmier. 
En 1913, il participe activement à la construction du nouvel hôpital de la ville qui sera ensuite, à son grand regret, démoli. Sans se décourager, il en construit un autre. Comme Don Bosco, il a fait de la providence le premier et sûr revenu pour le budget des œuvres qui lui ont été confiées et s’appuie sur les bonnes grâces du ciel qu’il sollicite par la prière, la dévotion et la régularité de ses efforts auprès du plus grand nombre, notamment des plus humbles.  
Cependant, en 1950, alors qu'il est monté sur une échelle, il fait une chute qui l'oblige au repos et à faire des examens. À cette occasion, il découvre lui-même les symptômes d’un cancer sur les radios. Après une année de maintien de ses activités, il finit par s’affaiblir et par décéder le 15 mars 1951.

## Reconnaissance
Peu après sa mort, on commença à l'appeler “le saint infirmier de la Patagonie“ et le "parent de tous les pauvres".
L'hôpital municipal actuel de Viedma porte son nom avec un monument à l'extérieur qui témoigne de l'affection de la population à son égard. Son nom a été également donné à l'une des rues les plus importantes de la ville. 
Son neveu Juan Edmundo Vecchi (en) est devenu le huitième Recteur Majeur des Salésiens de 1996 à 2002. 
Son corps repose à l'entrée de la paroisse Saint-Jean-Bosco de Viedma. 
- 1980 : introduction de la cause en béatification et canonisation.
- 17 juillet 1997 : le pape Jean-Paul II lui attribue le titre de vénérable.
- 14 avril 2002 : béatification par Jean-Paul II.
- 9 octobre 2022 : canonisation par le pape François.

Il est commémoré le 15 mars selon le Martyrologe romain, et le 13 novembre par la Famille salésienne, date faisant référence à la première mission salésienne organisée en Patagonie.